# Leet

Wikipedia leet

Leet, (ook wel: l33t of 1337), is een internetschrijfwijze van cijfers die uiterlijke overeenkomst hebben met letters.
Het woord l33t is een verbastering van elite. Het duidt onder meer op het bereiken van een ingewikkeld doel oftewel elitestatus in bijvoorbeeld een computerspel of bij programmeren.

## Geschiedenis
In de begintijd van het internet gebruikten grappenmakers deze schrijfwijze om te voorkomen dat websites en nieuwsgroepen makkelijk doorzocht zouden kunnen worden op trefwoorden. Zij gingen cijfers gebruiken om bepaalde letters (meestal klinkers) te vervangen, zoals A=4 of E=3.
In het begin werd leet slechts door een kleine groep internetters gebruikt. Later is het een tijdlang gemeengoed onder spammers geweest om woorden waar spamfilters op filteren te vervangen door Leet-equivalenten, en zo te trachten door deze spamfilters te glippen. Door verbeteringen in spamfilters, was deze methode van spammen omstreeks 2011 alweer op haar retour.
Leet-time of 1337-time verwijst naar 13:37 in de 24-uursklok.

## Overzicht
Onderstaande tabel geeft aan welke alternatieve tekens of tekencombinaties in leet kunnen worden gebruikt om een bepaalde letter aan te duiden:
| A                     | B                                   | C           | D                                        | E                 | F                 | G                                | H                                                                | I                    | J                              | K                         | L            | M                                                                                      | N                                     | O                   | P                                       | Q                     | R                                                   | S                | T                         | U                   | V          | W                                                                            | X                      | Y                   | Z                            |
| --------------------- | ----------------------------------- | ----------- | ---------------------------------------- | ----------------- | ----------------- | -------------------------------- | ---------------------------------------------------------------- | -------------------- | ------------------------------ | ------------------------- | ------------ | -------------------------------------------------------------------------------------- | ------------------------------------- | ------------------- | --------------------------------------- | --------------------- | --------------------------------------------------- | ---------------- | ------------------------- | ------------------- | ---------- | ---------------------------------------------------------------------------- | ---------------------- | ------------------- | ---------------------------- |
| 4 /\ @ /-\ ^ aye (L Д | I3 8 13 \|3 ß !3 (3 /3 )3 \|-] j3 6 | [ ¢ { < ( © | ) \|) (\| [) I> \|> ? T) I7 cl \|} > \|] | 3 & £ € ë [- \|=- | \|= ƒ \|# ph /= v | & 6 (_+ 9 C- gee (?, [, {, <- (. | # /-/ [-] ]-[ )-( (-) :-: \|~\| \|-\| ]~[ }{ !-! 1-1 \-/ I+I /-\ | 1 [] \| ! eye 3y3 ][ | ,_\| _\| ._\| ._] _] ,_] ] ; 1 | >\| \|< /< 1< \|c \|( \|{ | 1 £ 7 \|_ \| | /\/\ /V\ JVI [V] []V[] \|\/\| ^^ <\/> {V} (v) (V) \|V\| nn IVI \|\\|\ ]\/[ 1^1 ITI JTI | ^/ \|\\| /\/ [\] <\> {\} \|V /V И ^ ท | 0 Q () oh [] p <> Ø | \|* \|o \|º ? \|^ \|> \|" 9 []D \|° \|7 | (_,) 9 ()_ 2 0_ <\| & | I2 \|` \|~ \|? /2 \|^ lz \|9 2 12 ® [z Я .- \|2 \|- | 5 $ z § ehs es 2 | 7 + -\|- '][' † "\|" ~\|~ | (_) \|_\| v L\| µ บ | \/ \|/ \\| | \/\/ VV \N '// \\' \^/ (n) \V/ \X/ \\|/ \_\|_/ \_:_/ Ш Щ uu 2u \\//\\// พ v² | >< Ж }{ ecks × ? )( ][ | j `/ Ч 7 \\|/ ¥ \// | 2 7_ -/_ % >_ s ~/_ -\_ -\|_ |